# Sun Sentinel
Sun Sentinel (algumas vezes referido como South Florida Sun Sentinel) é um jornal diário situado em Deerfield Beach, na Flórida. Fundado em 1910, pertence ao Tribune Publishing, cobrindo acontecimentos da região sul do estado, onde se estabelece como o maior jornal da área em circulação atualmente. Em 2013, distribuía cerca de 163 mil unidades diárias, com esse número chegando à 228 mil cópias nos domingos. Em toda a sua história, foi vencedor de dois Prêmios Pulitzer (2013, 2019).